# フィギュアスケートジャパンオープン
フィギュアスケートジャパンオープン（Figure Skating Japan Open）は、日本国内に於いて行われている日本スケート連盟とテレビ東京主催によるフィギュアスケートの国際大会である。

## 概要
1997年1月にプロ選手とアマチュア選手が競演する混成大会として初めて開催された「国際オープンフィギュアスケート選手権」を起源とする。個人戦で争われ、ホンダが冠スポンサー（2000年大会まで）となりフジテレビによって放送されたが、2001年大会を最後に休止する。
2006年よりキノシタグループ（木下ホールディングス）が冠スポンサーとして特別協賛する形で再開、競技自体も地域毎にプロ・アマ混成にてシングル・スケーターの男女各2名の計4名から成るチームを3つ設定して互いに競わせる団体戦形式に改められ、今日に至っている。2006年以降の団体形式になってからの最多優勝は、日本の8回である。
この団体戦形式によるフィギュアスケート競技については、再開された2006年当時に於いては世界初の試みと宣伝されていた。この点が人々からの注目を集めるところとなり、その結果、再開初年の本大会に於いて用意されていた約15,000枚の入場券は前売り開始日当日のうちに完売となった。これを受けて、その再開初年の本大会当日の競技終了後に「追加公演」の名目でエキシビションが急遽設定されるに至り、翌年以降も本大会と並行してエキシビションも企画されることとなった《エキシビションについては後記参照》。2020・21年は新型コロナウイルスによる渡航制限を受けて、日本人選手のみで構成。紅青対抗戦で開催された。2024年の開催は中止となり実施されていない。

## 大会運営・名称（2006年以降）
大会自体に関しては、現在、日本スケート連盟（JSF）とテレビ東京の主催にて、国際スケート連盟（ISU）からの公認を得た上で開催されている。このうち、ISUからの承認は2006年の大会再開当初から得られているが、JSFの主催者としての大会への関与は2008年大会からであり、再開初年である2006年と翌2007年の2年間は後援者としての関与に留まっていた《テレビ東京は再開当初より大会を主催》。更に2006年大会ではJSFと共にスポーツニッポン新聞社も後援者として名を連ねていた。
また、大会名称に関しては、先にも記しているように木下ホールディングスが冠スポンサーとして特別協賛する形で再開させていることから、再開初年には「キノシタグループカップ フィギュアスケート ジャパンオープン2006」という名称の下で開催されたが、その後、特別協賛者側の事情による名称変更などを経て、2012年大会からは「木下グループカップ　フィギュアスケート ジャパンオープンxxxx 3地域対抗戦」（“xxxx”には開催年の西暦年表記が入る）という名称の下で、今日に至るまで開催されてきている。
更に、少なくとも2006〜2008・2010〜2013各年大会に於いては、冠スポンサーたる木下ホールディングスとは別に、協賛者として数社の参加も得られていた。
なお、競技会場として、再開初年以来一貫してさいたまスーパーアリーナが使用されている。

## 競技形式
1997年から2001年まで開催（長野オリンピックと重なる1998年は非開催）されていた前身の大会では、ジャンプ等に制限を設けたインタープリティブ・プログラムを採用し、男女シングル、ペア、アイスダンスで争われた。MVPには副賞として冠スポンサーのホンダから自動車が贈られた。
2006年に再開されて以降は、先にも記しているように、男女シングル・スケーターが日本チーム、北米チーム、欧州チームの3チームに分かれて競い合う団体戦形式が採られ、演技を終えたスケーターはリンクサイドに設けられた選手席でチームメイトを応援する格好となった。1チームは男女2名ずつの計4名で構成され、プロ・アマ混成にて組まれる。採点方法は（ISUジャッジングシステム）と異なり、レフェリーやテクニカルコントローラーが異なる国の出身や判定役員評定委員会の外部からの評価等が求められていない為、ISU主催の冬季五輪･世界選手権･GPファイナル･ 欧州選手権･四大陸選手権･世界Jr選手権の採点方法とは異なる。またショートプログラムは行わずフリースケーティングのみで競う。

## 競技結果

### ジャパンオープン1997
男子シングル
| 順位 | 名前                     | 国               |
| ---- | ------------------------ | ---------------- |
| 1    | イリヤ・クーリック       | ロシア           |
| 2    | フィリップ・キャンデロロ | フランス         |
| 3    | トッド・エルドリッジ     | アメリカ合衆国   |
| 4    | 本田武史                 | 日本             |
| 5    | ヨゼフ・サボフチク       | チェコスロバキア |
| 6    | ブライアン・オーサー     | カナダ           |

女子シングル
| 順位 | 名前                 | 国             |
| ---- | -------------------- | -------------- |
| 1    | ミシェル・クワン     | アメリカ合衆国 |
| 2    | 佐藤有香             | 日本           |
| 3    | イリーナ・スルツカヤ | ロシア         |
| 4    | スルヤ・ボナリー     | フランス       |
| 5    | カタリナ・ヴィット   | ドイツ         |
| 6    | ニコール・ボベック   | アメリカ合衆国 |

ペア
| 順位 | 名前                                        | 国             |
| ---- | ------------------------------------------- | -------------- |
| 1    | ジェニー・メノー / トッド・サンド           | アメリカ合衆国 |
| 2    | マリナ・エルツォワ / アンドレイ・ブシュコフ | ロシア         |
| 3    | 伊奈恭子 / ジェイソン・ダンジェン           | アメリカ合衆国 |

アイスダンス
| 順位 | 名前                                        | 国             |
| ---- | ------------------------------------------- | -------------- |
| 1    | パーシャ・グリシュク / エフゲニー・プラトフ | ロシア         |
| 2    | スザンナ・ラハカモ / ペトリ・コッコ         | フィンランド   |
| 3    | マリナ・アニシナ / グウェンダル・ペーゼラ   | フランス       |
| 4    | レネー・ロカ / ゴーシャ・サー               | アメリカ合衆国 |

### ジャパンオープン1999
男子シングル
| 順位 | 名前                     | 国             |
| ---- | ------------------------ | -------------- |
| 1    | エフゲニー・プルシェンコ | ロシア         |
| 2    | アレクセイ・ヤグディン   | ロシア         |
| 3    | トッド・エルドリッジ     | アメリカ合衆国 |
| 4    | カート・ブラウニング     | カナダ         |
| 5    | 本田武史                 | 日本           |
| 6    | ブライアン・オーサー     | カナダ         |

女子シングル
| 順位 | 名前                   | 国             |
| ---- | ---------------------- | -------------- |
| 1    | ミシェル・クワン       | アメリカ合衆国 |
| 2    | マリア・ブッテルスカヤ | ロシア         |
| 3    | イリーナ・スルツカヤ   | ロシア         |
| 4    | 佐藤有香               | 日本           |
| 5    | 村主章枝               | 日本           |
| 6    | カリン・カダヴィ       | アメリカ合衆国 |

ペア
| 順位 | 名前                                          | 国             |
| ---- | --------------------------------------------- | -------------- |
| 1    | エレーナ・ベレズナヤ / アントン・シハルリドゼ | ロシア         |
| 2    | マンディ・ベッツェル / インゴ・シュトイアー   | ドイツ         |
| 3    | 伊奈恭子 / ジョン・ジマーマン                 | アメリカ合衆国 |

アイスダンス
| 順位 | 名前                                                | 国         |
| ---- | --------------------------------------------------- | ---------- |
| 1    | マイア・ウソワ / エフゲニー・プラトフ               | ロシア     |
| 2    | マルガリータ・ドロビアツコ / ポヴィラス・ヴァナガス | リトアニア |
| 3    | 都築奈加子 / リナート・ファルクットディノフ         | 日本       |

### ジャパンオープン2000
男子シングル
| 順位 | 名前                     | 国             |
| ---- | ------------------------ | -------------- |
| 1    | アレクセイ・ヤグディン   | ロシア         |
| 2    | トッド・エルドリッジ     | アメリカ合衆国 |
| 3    | 本田武史                 | 日本           |
| 4    | アレクセイ・ウルマノフ   | ロシア         |
| 5    | フィリップ・キャンデロロ | フランス       |

女子シングル
| 順位 | 名前                   | 国             |
| ---- | ---------------------- | -------------- |
| 1    | ミシェル・クワン       | アメリカ合衆国 |
| 2    | マリア・ブッテルスカヤ | ロシア         |
| 3    | スルヤ・ボナリー       | フランス       |
| 4    | ヴァネッサ・グスメロリ | フランス       |
| 5    | 椎名千里               | 日本           |

ペア
| 順位 | 名前                                            | 国             |
| ---- | ----------------------------------------------- | -------------- |
| 1    | オクサナ・カザコワ / アルトゥール・ドミトリエフ | ロシア         |
| 2    | 申雪 / 趙宏博                                   | 中国           |
| 3    | 佐藤有香 / ジェイソン・ダンジェン               | アメリカ合衆国 |

アイスダンス
| 順位 | 名前                                                | 国         |
| ---- | --------------------------------------------------- | ---------- |
| 1    | マイア・ウソワ / エフゲニー・プラトフ               | ロシア     |
| 2    | マルガリータ・ドロビアツコ / ポヴィラス・ヴァナガス | リトアニア |
| 3    | 都築奈加子 / リナート・ファルクットディノフ         | 日本       |

### ジャパンオープン2001
男子シングル
| 順位 | 名前                     | 国             |
| ---- | ------------------------ | -------------- |
| 1    | アレクセイ・ヤグディン   | ロシア         |
| 2    | エフゲニー・プルシェンコ | ロシア         |
| 3    | トッド・エルドリッジ     | アメリカ合衆国 |
| 4    | 本田武史                 | 日本           |
| 5    | アレクセイ・ウルマノフ   | ロシア         |

女子シングル
| 順位 | 名前                   | 国     |
| ---- | ---------------------- | ------ |
| 1    | マリア・ブッテルスカヤ | ロシア |
| 2    | イリーナ・スルツカヤ   | ロシア |
| 3    | 伊藤みどり             | 日本   |
| 4    | 陳露                   | 中国   |
| 5    | 恩田美栄               | 日本   |

ペア
| 順位 | 名前                                          | 国             |
| ---- | --------------------------------------------- | -------------- |
| 1    | エレーナ・ベレズナヤ / アントン・シハルリドゼ | ロシア         |
| 2    | サラ・アビトボル / ステファン・ベルナディス   | フランス       |
| 3    | 伊奈恭子 / ジョン・ジマーマン                 | アメリカ合衆国 |
| 4    | 川口悠子 / アレクサンドル・マルクンツォフ     | 日本           |

アイスダンス
| 順位 | 名前                                                | 国         |
| ---- | --------------------------------------------------- | ---------- |
| 1    | バーバラ・フーザル＝ポリ / マウリツィオ・マルガリオ | イタリア   |
| 2    | マルガリータ・ドロビアツコ / ポヴィラス・ヴァナガス | リトアニア |
| 3    | シェイ＝リーン・ボーン / ヴィクター・クラーツ       | カナダ     |

### ジャパンオープン2006
| 順位 | チーム     | 総得点 | 名前                     | 国             | 得点   |
| ---- | ---------- | ------ | ------------------------ | -------------- | ------ |
| 1    | 日本チーム | 491.08 | 髙橋大輔                 | 日本           | 141.10 |
| 1    | 日本チーム | 491.08 | 本田武史                 | 日本           | 119.70 |
| 1    | 日本チーム | 491.08 | 浅田真央                 | 日本           | 125.72 |
| 1    | 日本チーム | 491.08 | 安藤美姫                 | 日本           | 104.56 |
| 2    | 北米チーム | 473.34 | ジェフリー・バトル       | カナダ         | 139.40 |
| 2    | 北米チーム | 473.34 | エマニュエル・サンデュ   | カナダ         | 130.90 |
| 2    | 北米チーム | 473.34 | ジョアニー・ロシェット   | カナダ         | 117.64 |
| 2    | 北米チーム | 473.34 | アリッサ・シズニー       | アメリカ合衆国 | 85.40  |
| 3    | 欧州チーム | 445.72 | ステファン・ランビエール | スイス         | 141.80 |
| 3    | 欧州チーム | 445.72 | アレクセイ・ヤグディン   | ロシア         | 112.70 |
| 3    | 欧州チーム | 445.72 | サラ・マイアー           | スイス         | 104.56 |
| 3    | 欧州チーム | 445.72 | キーラ・コルピ           | フィンランド   | 86.66  |

### ジャパンオープン2007
| 順位 | チーム     | 総得点 | 名前                   | 国             | 得点   |
| ---- | ---------- | ------ | ---------------------- | -------------- | ------ |
| 1    | 日本チーム | 497.47 | 織田信成               | 日本           | 150.59 |
| 1    | 日本チーム | 497.47 | 小塚崇彦               | 日本           | 132.76 |
| 1    | 日本チーム | 497.47 | 安藤美姫               | 日本           | 112.65 |
| 1    | 日本チーム | 497.47 | 浅田真央               | 日本           | 101.47 |
| 2    | 欧州チーム | 471.11 | ブライアン・ジュベール | フランス       | 132.76 |
| 2    | 欧州チーム | 471.11 | アレクセイ・ヤグディン | ロシア         | 128.43 |
| 2    | 欧州チーム | 471.11 | サラ・マイアー         | スイス         | 111.29 |
| 2    | 欧州チーム | 471.11 | キーラ・コルピ         | フィンランド   | 98.63  |
| 3    | 北米チーム | 458.81 | ジェフリー・バトル     | カナダ         | 140.73 |
| 3    | 北米チーム | 458.81 | トッド・エルドリッジ   | アメリカ合衆国 | 117.52 |
| 3    | 北米チーム | 458.81 | ジョアニー・ロシェット | カナダ         | 107.78 |
| 3    | 北米チーム | 458.81 | キミー・マイズナー     | アメリカ合衆国 | 92.78  |

### ジャパンオープン2008
| 順位 | チーム     | 総得点 | 名前                     | 国             | 得点   |
| ---- | ---------- | ------ | ------------------------ | -------------- | ------ |
| 1    | 日本チーム | 491.82 | 髙橋大輔                 | 日本           | 127.23 |
| 1    | 日本チーム | 491.82 | 本田武史                 | 日本           | 114.70 |
| 1    | 日本チーム | 491.82 | 浅田真央                 | 日本           | 128.03 |
| 1    | 日本チーム | 491.82 | 中野友加里               | 日本           | 121.86 |
| 2    | 欧州チーム | 488.45 | ステファン・ランビエール | スイス         | 146.49 |
| 2    | 欧州チーム | 488.45 | アドリアン・シュルタイス | スウェーデン   | 132.90 |
| 2    | 欧州チーム | 488.45 | サラ・マイアー           | スイス         | 123.11 |
| 2    | 欧州チーム | 488.45 | キーラ・コルピ           | フィンランド   | 85.93  |
| 3    | 北米チーム | 481.81 | エヴァン・ライサチェク   | アメリカ合衆国 | 151.95 |
| 3    | 北米チーム | 481.81 | トッド・エルドリッジ     | アメリカ合衆国 | 111.94 |
| 3    | 北米チーム | 481.81 | キミー・マイズナー       | アメリカ合衆国 | 108.42 |
| 3    | 北米チーム | 481.81 | 長洲未来                 | アメリカ合衆国 | 109.50 |

### ジャパンオープン2009
| 順位 | チーム     | 総得点 | 名前                     | 国             | 得点   |
| ---- | ---------- | ------ | ------------------------ | -------------- | ------ |
| 1    | 欧州チーム | 464.03 | ステファン・ランビエール | スイス         | 150.52 |
| 1    | 欧州チーム | 464.03 | サミュエル・コンテスティ | イタリア       | 117.49 |
| 1    | 欧州チーム | 464.03 | ラウラ・レピスト         | フィンランド   | 110.86 |
| 1    | 欧州チーム | 464.03 | エレーナ・グレボワ       | エストニア     | 85.16  |
| 2    | 北米チーム | 463.90 | ジェフリー・バトル       | カナダ         | 142.26 |
| 2    | 北米チーム | 463.90 | ジェレミー・アボット     | アメリカ合衆国 | 132.87 |
| 2    | 北米チーム | 463.90 | ジョアニー・ロシェット   | カナダ         | 126.39 |
| 2    | 北米チーム | 463.90 | ベアトリサ・リャン       | アメリカ合衆国 | 62.38  |
| 3    | 日本チーム | 434.17 | 小塚崇彦                 | 日本           | 130.13 |
| 3    | 日本チーム | 434.17 | 本田武史                 | 日本           | 109.58 |
| 3    | 日本チーム | 434.17 | 浅田真央                 | 日本           | 102.94 |
| 3    | 日本チーム | 434.17 | 中野友加里               | 日本           | 91.52  |

### ジャパンオープン2010
| 順位 | チーム     | 総得点 | 名前                         | 国             | 得点   |
| ---- | ---------- | ------ | ---------------------------- | -------------- | ------ |
| 1    | 日本チーム | 517.36 | 髙橋大輔                     | 日本           | 159.19 |
| 1    | 日本チーム | 517.36 | 小塚崇彦                     | 日本           | 150.71 |
| 1    | 日本チーム | 517.36 | 安藤美姫                     | 日本           | 115.02 |
| 1    | 日本チーム | 517.36 | 浅田真央                     | 日本           | 92.44  |
| 2    | 北米チーム | 517.23 | アダム・リッポン             | アメリカ合衆国 | 166.63 |
| 2    | 北米チーム | 517.23 | ジェフリー・バトル           | カナダ         | 128.39 |
| 2    | 北米チーム | 517.23 | ジョアニー・ロシェット       | カナダ         | 122.71 |
| 2    | 北米チーム | 517.23 | シンシア・ファヌフ           | カナダ         | 99.50  |
| 3    | 欧州チーム | 460.11 | エフゲニー・プルシェンコ     | ロシア         | 151.00 |
| 3    | 欧州チーム | 460.11 | ミハル・ブジェジナ           | チェコ         | 134.90 |
| 3    | 欧州チーム | 460.11 | サラ・マイアー               | スイス         | 92.73  |
| 3    | 欧州チーム | 460.11 | シェベシュチェーン・ユーリア | ハンガリー     | 81.48  |

### ジャパンオープン2011
| 順位 | チーム     | 総得点 | 名前                           | 国             | 得点   |
| ---- | ---------- | ------ | ------------------------------ | -------------- | ------ |
| 1    | 北米チーム | 518.64 | パトリック・チャン             | カナダ         | 159.93 |
| 1    | 北米チーム | 518.64 | ジェフリー・バトル             | カナダ         | 138.33 |
| 1    | 北米チーム | 518.64 | ジョアニー・ロシェット         | カナダ         | 112.74 |
| 1    | 北米チーム | 518.64 | アリッサ・シズニー             | アメリカ合衆国 | 107.64 |
| 2    | 欧州チーム | 517.94 | アルトゥール・ガチンスキー     | ロシア         | 152.71 |
| 2    | 欧州チーム | 517.94 | フローラン・アモディオ         | フランス       | 138.25 |
| 2    | 欧州チーム | 517.94 | エリザベータ・トゥクタミシェワ | ロシア         | 118.59 |
| 2    | 欧州チーム | 517.94 | アリョーナ・レオノワ           | ロシア         | 108.39 |
| 3    | 日本チーム | 479.57 | 小塚崇彦                       | 日本           | 148.21 |
| 3    | 日本チーム | 479.57 | 髙橋大輔                       | 日本           | 130.79 |
| 3    | 日本チーム | 479.57 | 鈴木明子                       | 日本           | 112.46 |
| 3    | 日本チーム | 479.57 | 安藤美姫                       | 日本           | 88.11  |

### ジャパンオープン2012
| 順位 | チーム     | 総得点 | 名前                         | 国             | 得点   |
| ---- | ---------- | ------ | ---------------------------- | -------------- | ------ |
| 1    | 日本チーム | 569.25 | 髙橋大輔                     | 日本           | 172.06 |
| 1    | 日本チーム | 569.25 | 小塚崇彦                     | 日本           | 165.08 |
| 1    | 日本チーム | 569.25 | 浅田真央                     | 日本           | 122.04 |
| 1    | 日本チーム | 569.25 | 鈴木明子                     | 日本           | 110.07 |
| 2    | 北米チーム | 511.80 | ジェフリー・バトル           | カナダ         | 160.86 |
| 2    | 北米チーム | 511.80 | パトリック・チャン           | カナダ         | 137.42 |
| 2    | 北米チーム | 511.80 | アシュリー・ワグナー         | アメリカ合衆国 | 123.57 |
| 2    | 北米チーム | 511.80 | アグネス・ザワツキー         | アメリカ合衆国 | 89.95  |
| 3    | 欧州チーム | 510.52 | エフゲニー・プルシェンコ     | ロシア         | 156.21 |
| 3    | 欧州チーム | 510.52 | ミハル・ブジェジナ           | チェコ         | 151.53 |
| 3    | 欧州チーム | 510.52 | アリョーナ・レオノワ         | ロシア         | 107.94 |
| 3    | 欧州チーム | 510.52 | エレーネ・ゲデヴァニシヴィリ | ジョージア     | 94.84  |

### ジャパンオープン2013
| 順位 | チーム     | 総得点 | 名前                     | 国             | 得点   |
| ---- | ---------- | ------ | ------------------------ | -------------- | ------ |
| 1    | 日本チーム | 544.85 | 小塚崇彦                 | 日本           | 158.42 |
| 1    | 日本チーム | 544.85 | 髙橋大輔                 | 日本           | 149.12 |
| 1    | 日本チーム | 544.85 | 浅田真央                 | 日本           | 135.16 |
| 1    | 日本チーム | 544.85 | 村上佳菜子               | 日本           | 102.15 |
| 2    | 北米チーム | 528.89 | ジェレミー・アボット     | アメリカ合衆国 | 157.70 |
| 2    | 北米チーム | 528.89 | ジェフリー・バトル       | カナダ         | 127.43 |
| 2    | 北米チーム | 528.89 | ジョアニー・ロシェット   | カナダ         | 123.99 |
| 2    | 北米チーム | 528.89 | アシュリー・ワグナー     | アメリカ合衆国 | 119.77 |
| 3    | 欧州チーム | 477.84 | ハビエル・フェルナンデス | スペイン       | 176.91 |
| 3    | 欧州チーム | 477.84 | ミハル・ブジェジナ       | チェコ         | 125.74 |
| 3    | 欧州チーム | 477.84 | アデリナ・ソトニコワ     | ロシア         | 105.95 |
| 3    | 欧州チーム | 477.84 | イリーナ・スルツカヤ     | ロシア         | 69.24  |

### ジャパンオープン2014
| 順位 | チーム     | 総得点 | 名前                     | 国             | 得点   |
| ---- | ---------- | ------ | ------------------------ | -------------- | ------ |
| 1    | 欧州チーム | 551.95 | ハビエル・フェルナンデス | スペイン       | 155.47 |
| 1    | 欧州チーム | 551.95 | トマシュ・ベルネル       | チェコ         | 137.50 |
| 1    | 欧州チーム | 551.95 | エレーナ・ラジオノワ     | ロシア         | 136.46 |
| 1    | 欧州チーム | 551.95 | アンナ・ポゴリラヤ       | ロシア         | 122.52 |
| 2    | 北米チーム | 522.09 | パトリック・チャン       | カナダ         | 178.17 |
| 2    | 北米チーム | 522.09 | ジェフリー・バトル       | カナダ         | 136.08 |
| 2    | 北米チーム | 522.09 | 長洲未来                 | アメリカ合衆国 | 106.85 |
| 2    | 北米チーム | 522.09 | アシュリー・ワグナー     | アメリカ合衆国 | 100.99 |
| 3    | 日本チーム | 512.24 | 無良崇人                 | 日本           | 146.41 |
| 3    | 日本チーム | 512.24 | 小塚崇彦                 | 日本           | 119.51 |
| 3    | 日本チーム | 512.24 | 宮原知子                 | 日本           | 131.94 |
| 3    | 日本チーム | 512.24 | 村上佳菜子               | 日本           | 114.38 |

### ジャパンオープン2015
| 順位 | チーム     | 総得点 | 名前                           | 国             | 得点   |
| ---- | ---------- | ------ | ------------------------------ | -------------- | ------ |
| 1    | 日本チーム | 607.62 | 宇野昌磨                       | 日本           | 185.48 |
| 1    | 日本チーム | 607.62 | 村上大介                       | 日本           | 145.77 |
| 1    | 日本チーム | 607.62 | 浅田真央                       | 日本           | 141.70 |
| 1    | 日本チーム | 607.62 | 宮原知子                       | 日本           | 134.67 |
| 2    | 北米チーム | 545.23 | パトリック・チャン             | カナダ         | 159.14 |
| 2    | 北米チーム | 545.23 | ジェレミー・アボット           | アメリカ合衆国 | 153.72 |
| 2    | 北米チーム | 545.23 | アシュリー・ワグナー           | アメリカ合衆国 | 117.84 |
| 2    | 北米チーム | 545.23 | グレイシー・ゴールド           | アメリカ合衆国 | 114.53 |
| 3    | 欧州チーム | 528.90 | ハビエル・フェルナンデス       | スペイン       | 176.24 |
| 3    | 欧州チーム | 528.90 | ブライアン・ジュベール         | フランス       | 105.51 |
| 3    | 欧州チーム | 528.90 | エリザベータ・トゥクタミシェワ | ロシア         | 128.34 |
| 3    | 欧州チーム | 528.90 | アデリナ・ソトニコワ           | ロシア         | 118.81 |

### ジャパンオープン2016
| 順位 | チーム     | 総得点 | 名前                       | 国             | 得点   |
| ---- | ---------- | ------ | -------------------------- | -------------- | ------ |
| 1    | 日本チーム | 637.65 | 宇野昌磨                   | 日本           | 198.55 |
| 1    | 日本チーム | 637.65 | 織田信成                   | 日本           | 178.72 |
| 1    | 日本チーム | 637.65 | 宮原知子                   | 日本           | 143.39 |
| 1    | 日本チーム | 637.65 | 樋口新葉                   | 日本           | 116.99 |
| 2    | 欧州チーム | 595.66 | ハビエル・フェルナンデス   | スペイン       | 192.20 |
| 2    | 欧州チーム | 595.66 | フローラン・アモディオ     | フランス       | 124.35 |
| 2    | 欧州チーム | 595.66 | エフゲニア・メドベージェワ | ロシア         | 147.07 |
| 2    | 欧州チーム | 595.66 | アンナ・ポゴリラヤ         | ロシア         | 132.04 |
| 3    | 北米チーム | 574.20 | ジェレミー・アボット       | アメリカ合衆国 | 166.99 |
| 3    | 北米チーム | 574.20 | アダム・リッポン           | アメリカ合衆国 | 166.85 |
| 3    | 北米チーム | 574.20 | アシュリー・ワグナー       | アメリカ合衆国 | 132.12 |
| 3    | 北米チーム | 574.20 | グレイシー・ゴールド       | アメリカ合衆国 | 108.24 |

### ジャパンオープン2017
| 順位 | チーム     | 総得点 | 名前                       | 国             | 得点   |
| ---- | ---------- | ------ | -------------------------- | -------------- | ------ |
| 1    | 欧州チーム | 615.35 | ハビエル・フェルナンデス   | スペイン       | 189.47 |
| 1    | 欧州チーム | 615.35 | オレクシイ・ビチェンコ     | イスラエル     | 128.52 |
| 1    | 欧州チーム | 615.35 | エフゲニア・メドベージェワ | ロシア         | 152.08 |
| 1    | 欧州チーム | 615.35 | アリーナ・ザギトワ         | ロシア         | 145.28 |
| 2    | 日本チーム | 614.93 | 宇野昌磨                   | 日本           | 175.45 |
| 2    | 日本チーム | 614.93 | 織田信成                   | 日本           | 158.24 |
| 2    | 日本チーム | 614.93 | 三原舞依                   | 日本           | 147.83 |
| 2    | 日本チーム | 614.93 | 本田真凜                   | 日本           | 133.41 |
| 3    | 北米チーム | 572.95 | ネイサン・チェン           | アメリカ合衆国 | 178.46 |
| 3    | 北米チーム | 572.95 | ジェレミー・アボット       | アメリカ合衆国 | 143.48 |
| 3    | 北米チーム | 572.95 | 長洲未来                   | アメリカ合衆国 | 134.69 |
| 3    | 北米チーム | 572.95 | カレン・チェン             | アメリカ合衆国 | 116.32 |

### ジャパンオープン2018
| 順位 | チーム     | 総得点 | 名前                     | 国             | 得点   |
| ---- | ---------- | ------ | ------------------------ | -------------- | ------ |
| 1    | 日本チーム | 621.91 | 宇野昌磨                 | 日本           | 186.69 |
| 1    | 日本チーム | 621.91 | 織田信成                 | 日本           | 176.95 |
| 1    | 日本チーム | 621.91 | 坂本花織                 | 日本           | 130.28 |
| 1    | 日本チーム | 621.91 | 宮原知子                 | 日本           | 127.99 |
| 2    | 欧州チーム | 558.14 | ハビエル・フェルナンデス | スペイン       | 157.86 |
| 2    | 欧州チーム | 558.14 | デニス・ヴァシリエフス   | ラトビア       | 129.32 |
| 2    | 欧州チーム | 558.14 | アリーナ・ザギトワ       | ロシア         | 159.18 |
| 2    | 欧州チーム | 558.14 | マリア・ソツコワ         | ロシア         | 111.78 |
| 3    | 北米チーム | 516.45 | ネイサン・チェン         | アメリカ合衆国 | 144.96 |
| 3    | 北米チーム | 516.45 | ジェレミー・アボット     | アメリカ合衆国 | 124.06 |
| 3    | 北米チーム | 516.45 | ブレイディ・テネル       | アメリカ合衆国 | 126.86 |
| 3    | 北米チーム | 516.45 | マライア・ベル           | アメリカ合衆国 | 120.57 |

### ジャパンオープン2019
| 順位 | チーム     | 総得点 | 名前                       | 国             | 得点   |
| ---- | ---------- | ------ | -------------------------- | -------------- | ------ |
| 1    | 欧州チーム | 614.73 | ハビエル・フェルナンデス   | スペイン       | 153.14 |
| 1    | 欧州チーム | 614.73 | デニス・ヴァシリエフス     | ラトビア       | 146.65 |
| 1    | 欧州チーム | 614.73 | アレクサンドラ・トゥルソワ | ロシア         | 160.53 |
| 1    | 欧州チーム | 614.73 | アリーナ・ザギトワ         | ロシア         | 154.41 |
| 2    | 日本チーム | 602.16 | 宇野昌磨                   | 日本           | 169.09 |
| 2    | 日本チーム | 602.16 | 島田高志郎                 | 日本           | 153.37 |
| 2    | 日本チーム | 602.16 | 紀平梨花                   | 日本           | 144.76 |
| 2    | 日本チーム | 602.16 | 宮原知子                   | 日本           | 134.94 |
| 3    | 北米チーム | 593.42 | ネイサン・チェン           | アメリカ合衆国 | 189.83 |
| 3    | 北米チーム | 593.42 | ヴィンセント・ジョウ       | アメリカ合衆国 | 167.64 |
| 3    | 北米チーム | 593.42 | ブレイディ・テネル         | アメリカ合衆国 | 124.91 |
| 3    | 北米チーム | 593.42 | 長洲未来                   | アメリカ合衆国 | 111.01 |

### ジャパンオープン2020[4]
| チーム    | 名前             | 得点   |
| --------- | ---------------- | ------ |
| Team Red  | 川畑和愛         | 112.63 |
| Team Red  | 山下真瑚         | 126.94 |
| Team Red  | 浦松千聖         | 95.70  |
| Team Red  | 本田ルーカス剛史 | 137.99 |
| Team Red  | 日野龍樹         | 120.37 |
| Team Blue | 樋口新葉         | 123.01 |
| Team Blue | 横井ゆは菜       | 109.57 |
| Team Blue | 吉田陽菜         | 107.56 |
| Team Blue | 山本草太         | 137.97 |
| Team Blue | 佐藤洸彬         | 119.52 |

### ジャパンオープン2022
| 順位 | チーム     | 総得点 | 名前                   | 国             | 得点   |
| ---- | ---------- | ------ | ---------------------- | -------------- | ------ |
| 1    | 日本チーム | 623.84 | 宇野昌磨               | 日本           | 193.80 |
| 1    | 日本チーム | 623.84 | 三浦佳生               | 日本           | 169.94 |
| 1    | 日本チーム | 623.84 | 坂本花織               | 日本           | 146.66 |
| 1    | 日本チーム | 623.84 | 紀平梨花               | 日本           | 113.44 |
| 2    | 北米チーム | 577.27 | イリア・マリニン       | アメリカ合衆国 | 193.42 |
| 2    | 北米チーム | 577.27 | ジェイソン・ブラウン   | アメリカ合衆国 | 163.57 |
| 2    | 北米チーム | 577.27 | マライア・ベル         | アメリカ合衆国 | 119.40 |
| 2    | 北米チーム | 577.27 | 長洲未来               | アメリカ合衆国 | 100.88 |
| 3    | 欧州チーム | 512.49 | ダニエル・グラスル     | イタリア       | 166.21 |
| 3    | 欧州チーム | 512.49 | ミハル・ブレジナ       | チェコ         | 98.26  |
| 3    | 欧州チーム | 512.49 | ルナ・ヘンドリックス   | ベルギー       | 132.53 |
| 3    | 欧州チーム | 512.49 | エカテリーナ・クラコワ | ポーランド     | 115.49 |

### ジャパンオープン2023
| 順位 | チーム     | 総得点 | 名前                       | 国             | 得点   |
| ---- | ---------- | ------ | -------------------------- | -------------- | ------ |
| 1    | 日本チーム | 614.79 | 友野一希                   | 日本           | 177.72 |
| 1    | 日本チーム | 614.79 | 島田高志郎                 | 日本           | 164.26 |
| 1    | 日本チーム | 614.79 | 坂本花織                   | 日本           | 149.59 |
| 1    | 日本チーム | 614.79 | 宮原知子                   | 日本           | 123.22 |
| 2    | 北米チーム | 577.87 | イリア・マリニン           | アメリカ合衆国 | 193.91 |
| 2    | 北米チーム | 577.87 | ジェイソン・ブラウン       | アメリカ合衆国 | 144.38 |
| 2    | 北米チーム | 577.87 | イザボー・レヴィト         | アメリカ合衆国 | 135.63 |
| 2    | 北米チーム | 577.87 | マライア・ベル             | アメリカ合衆国 | 103.95 |
| 3    | 欧州チーム | 543.31 | ケヴィン・エイモズ         | フランス       | 155.20 |
| 3    | 欧州チーム | 543.31 | モリス・クヴィテラシヴィリ | ジョージア     | 125.17 |
| 3    | 欧州チーム | 543.31 | ルナ・ヘンドリックス       | ベルギー       | 140.31 |
| 3    | 欧州チーム | 543.31 | キミー・レポンド           | スイス         | 115.49 |

## エキシビション（2006年以降）
前記でも触れているが、本大会の再開初年である2006年大会に於いて入場券が前売り開始当日のうちに完売となったことを受けて、その本大会終了後に急遽「追加公演（夜の部）」としてエキシビションが企画されたことが始まりとなっており、翌年以降も本大会と同一日程にて開催されてきている。
催事名称としては、再開初年のみ「ジャパンオープン2006ガラ」とされたが、翌年以降は「カーニバル・オン・アイス（Carnival On Ice）」と改められている。
当エキシビションには、本大会出場選手の他、歴代の世界選手権優勝者やオリンピック・メダリストたちも参加してきている。
当エキシビションの運営に関しては、本大会と同様、テレビ東京と日本スケート連盟（JSF）が関与しているが、テレビ東京と共にJSFも2008年以降主催者として直接関与してきている本大会とは異なり、当エキシビションでは本大会再開初年にあたる2006年以来今日に至るまで一貫して、テレビ東京が主催し、JSFは後援者として関与するに留まっている。更に、本大会に於いては本大会自体の企画を通じて関与してきているインターナショナル・マネジメント・グループ（IMG）が、当エキシビションではテレビ東京と共に主催者の立場で関与してきている。
協賛者に関しては、少なくとも2007年から2009年までの開催分については本大会に於ける冠スポンサーとは異なる企業が特別協賛者として冠スポンサーを務めていたが、2010年以降は本大会の冠スポンサーである木下工務店（木下ホールディングス）が当エキシビションに於いても特別協賛者として冠スポンサーを務めている。また、少なくとも2008〜2010・2013各年開催分に於いては、特別協賛企業とは別に数社程度の協賛者も得ている。

## 放送について（2006年以降）
2006年の再開以来一貫して本大会を主催してきたテレビ東京が、本大会に於ける競技の模様を中継録画の上で放送してきている。放送は、大会当日の夜間に実施しているが、2020年は夕刻に放送。また2007年以降は、本大会と共に、同日開催のエキシビションの模様も併せて放送してきている《エキシビション中継放送は、後日ダイジェスト放送》。
一方、テレビ東京系列のBS放送局・BSジャパンに於いては、本大会に於ける競技の模様を2013年大会まで放送していたほか、2007・2009〜2011各年についてはエキシビションの模様も併せて放送していた《放送時期に関しては、本大会の中継放送についてはテレビ東京と同時放送とされた2007年大会を除いて後日の放送とされていたほか、エキシビション中継放送についてはテレビ東京による放送日から更に一定の期間遅らせた上で実施していた》。